# Cuba City (Wisconsin)
Pour les articles homonymes, voir Cuba City.
Cuba City est une ville américaine située dans les comtés de Grant et de Lafayette, au Wisconsin. Selon le recensement de 2010, sa population est de 2 086 habitants.